# David McCallum
David Keith McCallum jr. (Glasgow, 19 september 1933 – New York, 25 september 2023) was een Schots acteur en muzikant, die voornamelijk in Amerikaanse films en televisieseries optrad. 

## Biografie
McCallum was de zoon van concertmeester en violist David McCallum sr. Hij werd vooral bekend door zijn rollen als de Russisch geheim agent Illya Kuryakin in de serie The Man from U.N.C.L.E. (1964–1968), de wetenschapper Daniel Westin in de serie The Invisible Man (1975–1976), en Dr. Donald "Ducky" Mallard in de serie NCIS (2003–2023).
McCallum bezocht de Royal Academy of Dramatic Art in Engeland en werd assistent-toneelmeester van de Glyndebourne Opera Company in 1951.
In 1962 speelde McCallum de figuur Eric Ashley-Pitt in The Great Escape.
In de jaren 60 maakte McCallum vier muziekplaten voor Capital Records. Een sample van de song The Edge op zijn album Music: a bit more of me werd gebruikt door hiphop-artiest Dr. Dre voor zijn song The Next Episode, wat een hiphop-klassieker is geworden.

### Privéleven
Hij was van 1957 tot 1967 gehuwd met actrice Jill Ireland, zij kregen drie zoons. Hun jongste zoon is de gitarist en singer-songwriter Val McCallum. Sinds 1967 was McCallum getrouwd met Katherine Carpenter, met haar had hij een zoon en een dochter. Het koppel woonde in New York. McCallum is aldaar op 25 september 2023, bijna een week na zijn negentigste verjaardag, overleden.

## Filmografie

### Man from U.N.C.L.E.-films (als Illya Kuryakin)
- To Trap a Spy (1964)
- The Spy with My Face (1965)
- One Spy Too Many (1966)
- One of Our Spies Is Missing (1966)
- The Spy in the Green Hat (1967)
- The Karate Killers (1967)
- The Helicopter Spies (1968)
- How to Steal the World (1968)

### Andere films
- These Dangerous Years (1957)
- Robbery Under Arms (1957) – Jim
- Hell Drivers (1957) – Jimmy Yately
- The Secret Place (1957) – Mike Wilson
- A Night to Remember (1958) – assistent-telegrafist Harold Bride
- Violent Playground (1958) – Johnnie Murphy
- Jungle Street (1960) – Terry Collins
- The Long and the Short and the Tall (1961) – soldaat Whitaker
- Freud (1962) – Carl von Schlosser
- Billy Budd (1962) – Steven Wyatt - schutter-officier
- The Great Escape (1963) – Ashley-Pitt 'Dispersal'
- The Sixth Finger (televisiefilm uit de anthologieserie The Outer Limits, 1963) – Gwyllim Griffiths
- The Forms of Things Unknown (aka The Unknown, televisiefilm uit de anthologieserie The Outer Limits, 1964) – Tone Hobart
- The Greatest Story Ever Told (1965) – Judas Iscariot
- Around the World Under the Sea (1966) – Dr. Philip Volker
- Three Bites of the Apple (1967) – Stanley Thrumm
- Sol Madrid (1968) – Sol Madrid
- Mosquito Squadron (1969) – Quint Munroe
- La cattura (1969) – speciaal agent Stephen Holmann
- Teacher, Teacher (televisiefilm uit de anthologieserie Hallmark Hall of Fame, 1969) – Hamilton Cade
- The File on Devlin (televisiefilm uit de anthologieserie Hallmark Hall of Fame, 1969) – Kenneth Canfield
- She Waits (televisiefilm, 1972) – Mark Wilson
- Frankenstein: The True Story (televisiefilm, 1973) – Dr. Henri Clerval
- The Six Million Dollar Man: Wine, Women and War (televisiefilm, 1973) – Alexi Kaslov
- The Kingfisher Caper (1975) – Benedict Van Der Byl
- Dogs (1976) – Harlan Thompson
- Kidnapped (miniserie/televisiefilm, 1978) – Alan Breck Stewart
- King Solomon's Treasure (1979) – Sir Henry Curtis
- The Watcher in the Woods (1980) – Paul Curtis
- Return of the Man from U.N.C.L.E.: The Fifteen Years Later Affair (televisiefilm, 1983) – Illya Kuryakin
- Terminal Choice (1985) – Dr. Giles Dodson
- The Wind (1986) – John
- Murder Party (korte televisiefilm uit de anthologieserie The New Alfred Hitchcock Presents, 1988) – Lt. Cavanaugh
- The Return of Sam McCloud (televisiefilm, 1989) – inspecteur Craig
- The Haunting of Morella (1990) – Gideon
- Hear My Song (1991) – Jim Abbott
- Fatal Inheritance (1993) – Brandon Murphy
- Dirty Weekend (1993) – Reggie
- Healer (1994) – The Jackal
- Titanic: The Complete Story (aka Titanic: The Legend Lives On, documentairefilm, 1994) – verteller
- Feasibility Study (televisiefilm uit de anthologieserie The Outer Limits, 1997) – Joshua Hayward
- Coming Home (miniserie/televisiefilm, 1998) – Billy Fawcett
- Cherry (1999) – Mammy
- Batman: Gotham Knight (direct-naar-video, 2008) – Alfred Pennyworth (stem)
- Wonder Woman (direct-naar-video, 2009) – Zeus (stem)
- Son of Batman (direct-naar-video, 2014) – Alfred Pennyworth (stem)
- Batman vs. Robin (direct-naar-video, 2015) – Alfred Pennyworth (stem)

### Televisieseries
- Sir Francis Drake – Lord Oakeshott (afl. "The English Dragon", 1961)
- The Great Adventure – Capt. Hanning (afl. "Kentucky's Bloody Ground" en "The Siege of Boonesborough", 1964)
- Profiles in Courage – John Adams (afl. "John Adams", 1964)
- Perry Mason – Phillipe Bertain (afl. "The Case of the Fifty Millionth Frenchman", 1964)
- The Travels of Jaimie McPheeters – profeet (afl. "The Day of the Search", 1964)
- The Man from U.N.C.L.E. (1964–1968) – Illya Kuryakin
- Please Don't Eat the Daisies – Illya Kuryakin (afl. "Say UNCLE", 1966)
- Night Gallery – Dr. Joel Winter (afl. "The Phantom Farmhouse/Silent Snow, Secret Snow", 1971)
- The Man and the City – rol onbekend (afl. "Pipe Me a Loving Tune", 1971)
- Colditz (1972–1974) – Lucht-luitenant Simon Carter
- The Invisible Man (1975–1976) – Dr. Daniel Westin
- Sapphire & Steel (1979–1982) – Steel
- Strike Force – William Hadley (afl. "Ice", 1982)
- Hart to Hart – Geoffrey Atterton (afl. "Hunted Harts", 1983)
- As the World Turns – Maurice Vermeil (afl. onbekend, 1983)
- The Master – Castile (afl. "Hostages", 1984)
- Hammer House of Mystery and Suspense – Frank Lane (afl. "The Corvini Inheritance", 1984)
- The A-Team – Ivan Tregorin (afl. "The Say U.N.C.L.E. Affair", 1986)
- Matlock – Philip Dudley (afl. "The Billionaire", 1987)
- Monsters – Boyle (afl. "The Feverman", 1988)
- Mother Love (miniserie, 1989) – Sir Alexander "Alex" Vesey
- Murder, She Wrote – verschillende rollen (2 afl., 1989/1990)
- Boon – Simon Bradleigh (afl. "The Belles of St. Godwalds", 1990)
- Lucky Chances (miniserie, 1990) – Bernard Dimes
- Trainer (1991-1992) – John Grey
- SeaQuest DSV – Frank Cobb (afl. "SeaWest", 1993)
- Babylon 5 – Dr. Vance Hendricks (afl. "Infection", 1994)
- Heartbeat – Cooper (afl. "Arms and the Man", 1994)
- VR.5 – Dr. Joseph Bloom (7 afl., 1995/1997)
- Mr. & Mrs. Smith – Ian Felton (afl. "The Impossible Mission Episode", 1996)
- Law & Order – Craig Holland (afl. "Past Imperfect", 1997)
- Team Knight Rider – Mobius (4 afl., 1997–1998)
- Sex and the City – Duncan (afl. "Shortcomings", 1999)
- Deadline – Harry Hobbs (afl. "Lovers and Madmen", 2000)
- The Education of Max Bickford – Walter Thornhill (9 afl., 2001-2002)
- Jeremiah – Clarence (afl. "Things Left Unsaid: Part 1", 2002)
- JAG – Dr. Donald "Ducky" Mallard (afl. "Ice Queen" en "Meltdown", 2003)
- NCIS (2003–2023) – Dr. Donald "Ducky" Mallard
- The Replacements (animatieserie, 2006–2009) – C.A.R. (stem)
- Ben 10: Alien Force (animatieserie) – professor Paradox (stem, 4 afl., 2008–2010)
- Batman: The Brave and the Bold – Merlin Ambrosius (stem, afl. "Day of the Dark Knight!", 2009)
- NCIS: New Orleans – Dr. Donald "Ducky" Mallard (afl. "Musician Heal Thyself" en "Sister City: Part II", 2014+2016)

## Discografie
- A Part of Me (Capitol ST 2432, 1966)
- Music...A Bit More of Me (Capitol ST 2498, 1966)
- Music...It's Happening Now! (Capitol ST 2651, 1967)
- McCallum (Capitol ST 2748, 1968)